# Cyanolyca pulchra
Cyanolyca pulchra là một loài chim trong họ Corvidae.